# Doris (P84)
Pour les autres navires du même nom, voir Doris#Marine.
La Doris (P84) est un sous-marin de la classe V construit en 1943 par les Britanniques sous le nom de HMS Vineyard et transféré aux Forces navales françaises libres en 1944, commandé par Henri Simon-Dubuisson puis par Jacques Le Gall au printemps 1945. Après avoir servi durant la dernière partie de la Seconde Guerre mondiale, elle est restituée à la Royal Navy en 1947 et démolie en 1950.